# Rungis
Rungis település Franciaországban, Val-de-Marne megyében. Lakosainak száma 5669 fő (2022. január 1.). Rungis Chevilly-Larue, Wissous, Paray-Vieille-Poste, Thiais és Fresnes községekkel határos.

## Népesség
A település népessége az elmúlt években az alábbi módon változott:
| Lakosok száma | 5621 | 5631 | 5677 | 5611 | 5705 | 5657 | 5625 | 5647 | 5669 |
|               | 2013 | 2015 | 2016 | 2017 | 2018 | 2019 | 2020 | 2021 | 2022 |